# Црква Светог краља Стефана Дечанског у Земуну
Црква Светог краља Стефана Дечанског је црква Српске православне цркве који се налази у београдској општини Земун.

## Опште информације
Црква се налази у земунском насељу 13. мај, а припада епархији сремској.
Копање темеља за цркву почело је у мају 2012. године, а ручно су их ископали припадници Специјалне антитерористичке јединице и Јединице за електронска дејства Војске Србије. Припадници САЈ-а, Војске Србије, грађани и верници су учествовали у изградњи цркве, те је ова црква прва после Другог светског рата коју су изградили са народом војска и полиција. Изградњу цркве су помогли и бројни донатори, као и општина Земун.
Епископ пакрачко-славонски Јован освештао је 13. августа 2013. године крст на цркви који је постављен на кров цркве, која се налази на улазу у касарну „Радован Медић”.
Патријарх српски Иринеј је 10. априла 2018. године уручио Орден Светог краља Милутина Специјалној антитерористичкој јединици и њеном команданту, Спасоју Вулевићу, за изузетан допринос у подизању и изградњи цркве Светог краља Стефана Дечанског.